# Дюрей, Луи
Луи́ Эдмо́н Дюре́й (Дюре́) (фр. Louis Edmond Durey; 27 мая 1888, Париж — 3 июля 1979, Сен-Тропе) — французский композитор первой половины XX века, получивший известность главным образом в качестве одного из участников группы «французская Шестёрка», самый старший по возрасту и первым примкнувший к Эрику Сати. Затем, в 1930—1950-х годах выдвинулся также как видный функционер французской коммунистической партии (ФКП), Президент Народной музыкальной федерации Франции и секретарь общества «Франция-СССР».

## Биография
Луи Дюрей (Louis Durey) родился в Париже 27 мая 1888 года в семье типографского рабочего. В Парижской консерватории Дюрей не учился и до 19 лет не собирался стать профессиональным музыкантом. Его планы резко поменялись в 1907 году после посещения театра, где исполнялась опера Дебюсси «Пеллеас и Мелисанда». Ещё до получения диплома Высшей коммерческой школы (1908) он как вольнослушатель частным образом поступил в Школу канторов, где начал брать уроки фортепиано, сольфеджио, гармонии, контрапункта, фуги и композиции у профессора Леона де Сен-Рекье, однако курс не окончил и диплома не получил. Как композитор и дирижёр Дюрей был самоучкой. В одно время с Дюреем Schola cantorum закончил и сорокалетний Эрик Сати (с дипломом сочинителя музыки). В период с 18 до 23 лет Дюрей последовательно прошёл через увлечение импрессионизмом, атональной музыкой, нововенской школой и музыкой Арнольда Шёнберга. Ранние сочинения Дюрея написаны в довольно изысканной и тонкой (так называемой «французской») атональной манере, среди них особо выделяются хоры a capella на стихи Анри де Ренье и Шарля Орлеанского.

### Эрик Сати и Дюрей
Чуть позднее, в 1911 году Луи Дюрей впервые столкнулся с творчеством очень особенного, ярко-эксцентричного музыканта и композитора Эрика Сати, а спустя год — познакомился с ним лично и стал его едва ли не самым ярым последователем — («сатистом»). Под непосредственным влиянием творчества и личности Сати Дюрей резко меняет свой стиль и переходит к скупому линеарному письму, без особых тональных и гармонических тонкостей. Именно тогда начинается второй и самый продуктивный период в жизни Дюрея, так называемый «сатистский период». Свои первые сочинения Дюрей написал в 1914 году, однако первым его исполненным опусом стали «Колокола» (фр. Carillons) для фортепиано в четыре руки, сыгранные в 1917 году на концерте в честь Эрика Сати.
Одним из первых толчков, пробудивших музыкальную молодёжь Франции к восстанию против «дебюссизма» и академической затхлости, стал спектакль «Парад» на музыку Сати. Значение этого взрыва в области эстетики и идеологии искусства переоценить было невозможно. В очередной раз за свою жизнь Сати выступил дерзким ниспровергателем ценностей и создателем новых путей. Даже полвека спустя об этом событии его участники и свидетели вспоминали в превосходных выражениях. Вот несколько слов, сказанных Франсисом Пуленком о премьере «Парада»:

Спектакль, поставленный в 1917 году, в разгар войны, некоторым показался вызовом здравому смыслу. Музыка Сати, такая простая, обыденная, наивно-искусная, подобно картинам таможенника Руссо, вызвала скандал своей нарочитой обыденностью. Впервые (потому что позднее это случалось часто) мюзик-холл заполонил Искусство, Искусство с большой буквы. И действительно, в «Параде» танцевали уан-степ. В этот момент зал разразился свистом и аплодисментами. Весь Монпарнас ревел с галёрки: «Да здравствует Пикассо!» Орик, Ролан-Манюэль, Тайефер, Дюрей и многие другие музыканты орали: «Да здравствует Сати!» Это был грандиозный скандал. В моей памяти, как на экране, возникают два силуэта: Аполлинер, в офицерской форме, с забинтованным лбом… Для него это был триумф его эстетических взглядов. И другой силуэт, словно бы в тумане — это Дебюсси, на пороге смерти, шепчущий, покидая зал: «Может быть! Но я уже так далеко от всего этого!» Некоторое время «Парад» незаслуженно презирали, но теперь он занял место в ряду бесспорных шедевров.
— Франсис Пуленк. Мои друзья и я.
В противовес академическому Национальному музыкальному обществу и Независимому музыкальному обществу, находившемуся под влиянием Форе, Равеля и Шмитта, Сати ещё во время войны организовал «Концерты новых молодых» (фр. Les concerts des Nouveaux Jeunes). Первый концерт этой группы состоялся в Париже вскоре после премьеры «Парада», 6 июня 1917 года, В программе была сюита из балета «Парад» Сати, фортепианное трио Орика, «Колокола» Дюрея и шесть поэм Онеггера на стихи Аполлинера. После первого успеха к группе присоединился ещё и вернувшийся с фронта Ролан-Манюэль:192.
В конце войны одним из центров притяжения для парижской артистической молодёжи стал маленький театральный зал на Монпарнасе «Старая голубятня» (фр. Théâtre du Vieux-Colombier), во главе которого стояла певица Жанна Батори. Здесь проходили вечера новейшей поэзии, ставились пьесы начинающих драматургов и звучала музыка молодых (и новых молодых) композиторов. Именно «Старую голубятню» и ещё один небольшой концертный зал на улице Юген Эрик Сати выбрал в качестве плацдарма для наступления радикальной композиторской группы, объединившейся под эгидой «Концерты новых молодых». Именно здесь произошло знакомство между будущими членами «Шестёрки»: Онеггером, Ориком, Тайефер, Дюреем и Пуленком. И только один Дариус Мийо в это время находился в Бразилии (на дипломатической службе). 15 января 1918 года в театре «Старой голубятни» Жанна Батори спела циклы песен Онеггера, Тайефер, Орика, Дюрея, Пуленка и Ролана-Манюэля. Прообраз «Шестёрки» (с заменой отсутствующего в это время Дариуса Мийо) был налицо:204—205.

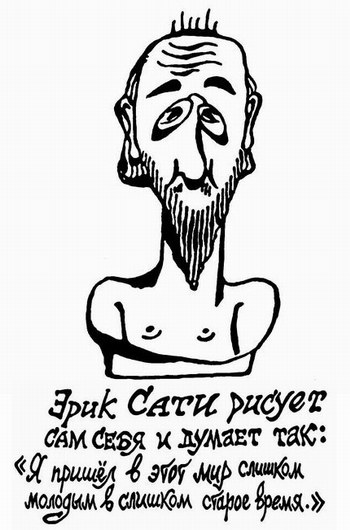
Эрик Сати, автопортрет 1913 года

Психологическая несамостоятельность, неустойчивость взглядов и постоянный поиск внешней опоры, как творческой, так и дружеской является одним из образующих качеств личности Дюрея. Именно отсюда произрастают его творческие перемены и метания от одного учителя или образца — к другому. Вместе с тем, можно сказать, что Дюрей каждый раз был верным и искренним учеником и другом. В нескольких концертах «Новых молодых» 1917 года, устроенных Эриком Сати против группы «просто» Молодых Равеля, Дюрей выступал вместе с Жоржем Ориком и Жаком Ибером, всячески демонстрируя свою полную лояльность Эрику Сати. После премьеры балета Сати «Парад» Дюрей пишет очевидно подражательную сюиту «Цирковое представление» для фортепиано, вскоре достаточно грубо обруганную самим объектом подражания, Эриком Сати. Затем Дюрей (временно) переметнулся в группу сателлитов Мориса Равеля (группа «Молодые»), но спустя ещё полгода (после премьеры драмы «Сократ» Сати) снова вернулся обратно. Именно в это время он пишет ещё несколько произведений откровенно эпигонского характера (так или иначе посвящённых Сати). Его «Эпиграммы Феокрита» и «Стихотворения Петрония» (1918 года) несут на себе неприкрытые следы влияния «Сократа» — что каждый раз происходило к большому неудовольствию Сати, который не ценил имитаторов и никогда не стремился проложить для своих учеников (реальных и возможных) «торную дорогу» для подражания.

«Прошу иметь в виду, раз и навсегда: не существует никакой школы Сати. Так называемый „Сатизм“ просто не смог бы существовать. Именно во мне он нашёл бы своего первейшего и непримиримого врага.
В искусстве не должно быть никакого поклонения и рабства. В каждом своём новом произведении я намеренно сбиваю с толку своих последователей: и по форме, и по сути. Это, пожалуй, единственное средство для артиста, если он желает избежать превращения в главу школы, так сказать, классного надзирателя».:449
— Эрик Сати. «Нет казарме!», «Петух», Париж, июнь 1920
Несомненно, что немалая часть пафоса этих слов была адресована лично Луи Дюрею, который постоянно раздражал Сати сочетанием, казалось бы, несочетаемых качеств: эпигонства и непостоянства. Ничуть не меньше, чем подражание не нравилось Сати видеть, как Дюрей в 1917 году позволил «совратить себя» Равелю, который не гнушался в выборе средств, чтобы наладить контакты с молодыми музыкантами и, не колеблясь, вербовал себе сторонников в окружении Сати, в полную противоположность ему возникавшем совершенно спонтанно. В конце концов, чтобы выказать своё крайнее неодобрение Дюрею, Сати дошёл до того, что спустя всего полтора года объявил о своём выходе из рядов основанных им же самим «Новых Молодых», чем вызвал окончательный распад этой группы (и ускорил её дальнейшее превращение в «Шестёрку»).

Луи Дюрею, лично в руки
Мой дорогой Дюрей. Не будете ли Вы настолько любезны, чтобы рассматривать меня как более не принимающего участия в группе «Новые Молодые»?
Дружески Ваш: Эрик Сати. Пятница, 1 ноября 1918.
Nota Bene: какое мягкое письмо… Раньше я выражался куда более определённо. Например, будьте прокляты…, скромно и со вкусом. <…> Дюрей сначала был «сатистом», а потом тоже начал ходить… за Равелем — и я написал ему отречение, совсем маленькое. Тем более, эти «Новые молодые», кто они, в сущности, были без меня, как только «небольшая группа стареющих любителей пива»?:397
— Эрик Сати, Юрий Ханон. Воспоминания задним числом
Это письмо «о своей отставке» Сати не отправил по почте, а вручил лично в руки Луи Дюрею, притом не удостоив его ни единым словом объяснения. В документальном фильме, снятом в начале 1970-х годов, Дюрей с грустной улыбкой изобразил эту сцену, которая накрепко врезалась в его память. В начале 1920-х годов в своих лекциях о «Шестёрке» Сати (как бы в отместку) станет определять Дюрея как «чистого импрессиониста», термин, который в эту эпоху борьбы различных музыкальных тенденций означал безнадёжную отсталость. Кроме того, Дюрей был не только подвержен импрессионизму, но и оказался единственным из «Шестёрки», кто не прошёл через увлечение джазом:100.
И тем не менее, несмотря на все личные проблемы и конфликты, уважение и к Сати, и к Равелю (одновременно) осталось у Дюрея в крови (как у верного ученика). Между прочим, он и Онеггер стали теми двумя «отщепенцами» из Шестёрки, которые отказались подписать едкий памфлет Сати против Равеля, в котором была такая центральная фраза: «…Равель не принял Орден Почётного легиона, но всё его творчество этот орден принимает…»:201-202
Ещё 28 июля 1919 (за полгода до знаменитой статьи Колле, ставшей манифестом «Шестёрки»), Жан Кокто написал о тех же шести молодых композиторах, посвятив Дюрею по-настоящему проникновенные строки.

ЛУИ ДЮРЕЙ работает в уединении. Он избегает трудных общений, избегает джунглей. Своё дарование он развивает неукоснительно, ставя его на службу прекрасной душе. «Надпись на апельсиновом дереве» и «Три стихотворения Петрония» — это вехи, без всякого шума отметившие рождение новой школы. «Бестиарий»: там, где Пуленк прыгает на щенячьих лапах, Дюрей изящно ступает копытцами лани. И тот, и другой поделывают это естественно. Поэтому о них одинаково любят говорить. «Эпиграммы Феокрита» я бы упрекнул в слишком прямом влиянии «Сократа» Сати. Это мраморная тень от него. А Квартет — произведение свободное. Озабоченность тем, чтобы не подвергать мотивы разработке, приводит к некоей дробности, которая выправляется силой чувства. «Образы Крузо»: голос в сопровождении малого оркестра создают атмосферу, напоминающую «Поля и Виржинию» Сати. Тему Крузо холостяк Дюрей раскрыть прямо-таки обязан. Сюита без экзотики. Он воспевает не остров, а томление и тоску по острову. Шум моря, который слушают, припав ухом к раковине, — это не настоящий морской шум.
— Жан Кокто. Из сборника «Чистый лист»

Жан Кокто представляет Эрику Сати молодых композиторов группы «Шести» (карикатура) Жан Оберлей, 1921

В двух исторических статьях (16—23 января 1920 года) парижский музыковед и критик Анри Колле (по прямому указанию Кокто) включил Луи Дюрея в состав группы «Шести». Первая статья носила название: «Русская пятёрка, Шестёрка французов и Эрик Сати». Вторая статья в своём заголовке попросту перечисляла членов новой группы: «Шестёрка французов: Дариюс Мийо, Луи Дюрей, Жорж Орик, Артюр Онеггер, Франсис Пуленк и Жермена Тайефер»:88. На первых порах Дюрей отличался большим радикализмом в поведении. К примеру, Дариус Мийо рассказывал следующую историю: 24 октября 1920 года в Париже под управлением Габриэля Пьерне состоялся концерт, где прозвучала симфоническая сюита Мийо из музыки к драме Клоделя «Протей» и «Интерлюдии» Онеггера к пьесе Макса Жакоба «Смерть святого Альмеена». В своих воспоминаниях Мийо пишет:

… исполнение фуги из моей сюиты вызвало неописуемый скандал, настоящее сражение, во время которого органист собора Победы мсье Франк получил пощёчину от Дюрея. Оркестра уже не было слышно; ужасный шум всё усиливался; наконец, вмешалась полиция. Муниципальная гвардия начала освобождать от публики кресла балкона. Я имел удовольствие видеть, как два полицейских выводили под руки критика журнала «Менестрель»…
— Дариус Мийо. Слова без музыки
Впрочем, являясь в чистом виде продуктом «газетной сенсации» (или информационной технологии) — группа не представляла собой единого целого и реально просуществовала не более двух лет. Кроме того, уже к середине 1920 года личное и творческое отношение Сати к Дюрею перешло в фазу окончательной обструкции. В это время Сати не называл Дюрея иначе, чем «холодной телятиной без горчицы» или «тупым медведем»:451. В результате Луи Дюрей постепенно отдалился от прежних приятелей, он участвовал в первой коллективной акции «Шестёрки» (Альбом группы «Six»), но уже среди пяти авторов (пяти из «Шестёрки»), оформлявших фарс Кокто «Новобрачные на Эйфелевой башне» его имя не значилось. Уже в начале 1922 года в своей статье «Новая музыка во Франции» Кокто написал о «Шестёрке» в прошедшем времени: «Так что группа „Шести“ (или, точнее, „Пяти“, поскольку Дюрей от них отдалился) — это объединение чисто дружеского порядка, которое общается с художниками и поэтами, и каждый в нём сохраняет свободу, уважает то, что кажется ему хорошим, и сочиняет, что захочет. Нет ничего проще. Однако слишком простые вещи воспринимаются плохо. Наших музыкантов постоянно упрекают — то в том, что они работают единой командой, то в том, что они не составляют общности и слишком друг от друга отличаются»:63—64. А спустя ещё год Сати сообщил об окончательном распаде «Шестёрки»:569.
Затем Дюрей и вовсе на несколько лет уехал из Парижа в Сан-Тропе (тогда это место ещё не стало столь модным и посещаемым богемой). В 1927—1935 годах для Луи Дюрея настало время застоя, его профессиональный и творческий уровень возрастал более медленно и неровно, чем у остальных членов «Шестёрки», с многочисленными творческими срывами и остановками.

### Дюрей после Сати
И тем не менее, несмотря на слабое и весьма непродолжительное участие в группе, широкая известность Дюрея была основана прежде всего на его членстве в «Шестёрке». Достаточно чётко об этой группе композиторов спустя тридцать лет высказался в своих беседах с Клодом Ростаном один из самых ярких её участников, Франсис Пуленк:

«Шестёрка» и Жан Кокто, Париж, 1951 год, встреча 30 лет спустя

… Хорошей чертой нашего содружества было то, что будучи связаны только самыми общими идеями и принципами, мы, несмотря ни на что, оставались очень разными в реализации наших творческих замыслов и планов. Совершенно очевидно, что Орик так же мало похож на Онеггера, как я — на Дюрея…
— Франсис Пуленк. Беседы с Клодом Ростаном
Более тридцати лет спустя, сам Луи Дюрей, (в то время уже крупный функционер коммунистической партии Франции и «генеральный секретарь» Народной музыкальной федерации), вспоминал о событиях своей молодости и совместных концертах группы «Шести» в своей почти номенклатурной по стилю и тону статье, опубликованной в журнале «Советская музыка». В целом его тон был благожелательным, хотя и несколько снисходительным:

В театре «Старой голубятни» выставлялись полотна Матисса, Брака и Пикассо. Жан Кокто пытался извлечь из всего этого новые законы эстетики, которые он убеждённо отстаивал, несмотря на фантастичность своих прожектов. Во всяком случае, хотя каждый из новичков проявлял себя по-своему, (их индивидуальности сильно различались), вместе они сумели противостоять пессимистическим настроениям, порождённым войной. Теперь, спустя много лет, я вправе сказать, что в наших молодых дерзаниях всё же было много хорошего. Конечно, временами мы хватали через край, но виной тому была горячность и неуёмная энергия молодости… … И хотя пылкое стремление к новизне, присущее молодости, порой побуждало нас прибегать к атонализму, политональности, мы никогда не возводили это в систему… Лучшие традиции французского искусства нашли своё продолжение в ораториях Онеггера («Царь Давид» и «Юдифь»), в операх Мийо («Христофор Колумб» и «Боливар»), в многочисленных симфонических произведениях этих крупных музыкантов, а также в фортепианных пьесах и особенно романсах Франсиса Пуленка, столь близких к народной песенности…"

В 1920-е годы творческая деятельность Дюрея оставалась в тени. Его интересы в основном находились в области не слишком популярных камерных жанров: вокальной и фортепианной миниатюры и инструментального ансамбля:104.

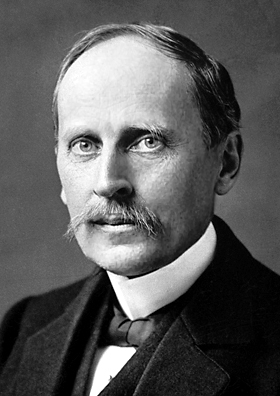
Ромен Роллан, 1914

В конечном итоге, только к 1935 году Луи Дюрей наконец-то нашёл своё настоящее место, которое он столь кропотливо и тщательно искал все предыдущие годы и которое отныне стало его местом до конца жизни. По инициативе Ромена Роллана, Шарля Кеклена, Луи Дюрея и Роже Дезормьера (ещё одного ученика Эрика Сати по так называемой Аркёйской школе) в Париже была создана массовая организация — Народная музыкальная федерация Франции, целью которой стало объединение левых антифашистских сил Народного фронта в области музыки:230. Как не профессиональный (с официальной точки зрения) музыкант, с самого первого дня основания «оппозиционной» Народной музыкальной федерации Луи Дюрей активно вошёл в число сначала её участников, а потом и руководителей. Вместе с Шарлем Кекленом]] и Альбером Русселем он создаёт эту новую (альтернативную) демократическую структуру и активно участвует в её работе. Первым президентом 1 июня 1936 года был избран Альбер Руссель. Через год (после смерти Русселя) президентом федерации становится Кеклен, и тогда же, с 1937 года Луи Дюрей занимает пост «генерального секретаря» Народной музыкальной федерации при её ещё старорежимном «буржуазном президенте», Шарле Кеклене. На этом посту Дюрей остаётся до 1954 года, а после смерти Кеклена, в ноябре 1954 года его выбирают третьим президентом:112. В годы, оставшиеся до начала войны Дюрей много ездит по стране, помогает организовывать рабочие хоры (и дирижирует ими), а также сочиняет большое количество патриотических и антифашистских песен для их репертуара. В эти же годы он пишет музыку для театральных постановок и кинофильмов, но особого резонанса его работы не имеют.
В конце 1920 года, сразу же после распада социалистической партии Франции, Сати примкнул к более радикальной части и стал одним из первых членов коммунистической секции Интернационала:431, его личная карточка и партийный билет до сих пор значится в реестре под № 8576:79. Подобно своему неформальному учителю, Эрику Сати, Дюрей также стал членом Французской коммунистической партии, но уже совсем в другое время, спустя 15 лет, в эпоху сталинского Коминтерна (1936) и остался её активным участником до конца жизни. Но если Сати, живший более двадцати лет в рабочем пригороде Парижа, Аркёй-Кашане, с ехидной усмешкой называл себя (после 1920 года) «старый большевист»:460 или, ещё паче того, «Эрик Сати из советского Аркея», то Луи Дюрей, похоже, был склонен совершенно серьёзно считать себя композитором (будущей) «советской Франции». Оставаясь членом коммунистической партии, Луи Дюрей на протяжении второй половины своей долгой жизни стремился соединить музыкальное творчество с активистской (а позднее чисто номенклатурной) политической деятельностью. В рамках хоровых концертов Народной музыкальной федерации Дюрей делает обработки народных песен разных провинций Франции для сборника грампластинок, выпускаемого фирмой «Le chant du monde»:255.
В годы фашистской оккупации Франции Дюрей становится ведущей фигурой среди музыкантов, близких к движению сопротивления. С 1944 года начинается его последний, третий период творчества, который изобилует хоровыми произведениями (для рабочих хоров) и обработками народных песен для разных составов. Условным образом, этот период можно назвать пролетарским или социалистическим. Как во время оккупации, так и после 1948 года Луи Дюрей был признанным лидером прогрессивных (коммунистических) музыкантов. Он руководит Национальным комитетом музыкантов (номинально входившим в состав Национального фронта Сопротивления):116—117. Его простую и запоминающуюся «Песню борцов за свободу» пели левые члены французского Сопротивления и партизаны.
После войны Дюрей становится видным функционером коммунистического движения и членом французского комитета защиты мира. С 1950 года Луи Дюрей — музыкальный критик газеты «Юманите» — официального печатного органа ФКП. После смерти Шарля Кеклена]], бессменного президента Народной музыкальной федерации, в 1951 году Луи Дюрей был избран её Третьим Президентом и пробыл на этом социалистическом посту чуть более 10 лет. В том же 1951 году Луи Дюрей был удостоен французской премии SACEM (авторского общества Франции). В 1950-е годы Дюрей также участвует в руководстве музыкальной секцией общества друзей СССР, а затем и Организации «Франция-СССР»:116—117.
Последние 18 лет своей жизни Дюрей провёл вдали от Парижа, удалившись от дел. Наряду с Ги Ропарцем, он — настоящий долгожитель среди французских композиторов. С 1961 года Луи Дюрей окончательно переселился в Сан-Тропе, где и умер в возрасте 91 года, 3 июля 1979. Похоронен там же на морском кладбище.

## Сочинения
Творческая карьера Дюрея продолжалась около 60 лет (1914—1974), список его сочинений составляет около 116. В основном эти сочинения были написаны в краткие моменты активности среди продолжительных периодов творческого молчания. Условным образом, сочинения Дюрея можно разделить на три периода, различающихся по стилю и тематике произведений.

### Ранний атональный период (1908—1917)
Начиная ещё с 1914 года и далее сочинения Дюрея обнаруживают его склонность к вокальному и полифоническому письму, несмотря на раннее влияние Дебюсси. За десять лет Дюрей последовательно прошёл через влияние Шёнберга, Сати, Стравинского, Равеля, полифонистов Возрождения и, наконец, крестьянских народных песен (годового рабочего цикла). Открытие творчества Шёнберга в 1914 году помогло Дюрею освободиться от влияния Дебюсси, так что его op. 4 «Лирические приношения» (фр. L'offrande lyrique) стали важной вехой в истории французской музыки — его ранние работы обнаружили оригинальный стиль французской додекафонии.
- «Два хора» на стихи Ренье и Шарля Орлеанского op. 1, (1914)
- Три поэмы Верлена, op. 2 (1914)
- Пять поэм Франсиса Жамма, op. 3 (1914)
- Лирическое приношение на стихи Рабиндраната Тагора, op. 4, 1914
- Две пьесы для фортепиано в 4 руки: «Колокола» (фр. Carillons) (посвящаются Эрику Сати) и «Снег» (фр. Neige), op. 7 (1916, 1918)
- «Шесть песен на стихи Рабиндраната Тагора» (в переводе Андре Жида) для хора а капелла (1914)
- Фортепианное трио, op. 6 (1916—1917)
- «Путешествие Юрьена» (фр. Le voyage d'Urien) на стихи Андре Жида, op. 5 (1916)
- Песни на стихи Сен-Леже Леже (1916—1918)

### Период «Сати» (1917—1937)
1917 год открыл наиболее плодотворный творческий период в жизни Дюрея, когда среди его сочинений преобладали простые вокальные мелодии и хоровые произведения в сопровождении инструментальных ансамблей. Камерная музыка всё это время оставалась для Дюрея предпочтительным жанром, что отразилось и на судьбе его опер, имеющих такой же «маленький» и комнатный вид.
- Сюита «Цирковое представление» для фортепиано, op. 9 (1917)
- «Эпиграммы Феокрита» (фр. Épigrammes de Théocrite), op. 13, вокальный цикл (1918)
- «Музыка меня целует» (англ. Music kiss me) — посвящение Эрику Сати, на стихи Блеза Сандрара (январь 1918)
- Две пьесы для симфонического оркестра, op. 7 (1918)
- «Три поэмы Петрония» (фр. Poèmes de Pétrone) для сопрано, op. 15 (1918)
- «Юдифь», драма в одном акте, op. 12, (1918)
- Цикл «Бестиарий» (фр. Le bestiaire) Аполлинера, op. 17a, все 30 стихотворений (1919)
- «Баскские песни» на стихи Кокто (1919)
- Циклы песен на стихи Поля Элюара и Андре Жида
- «Две романтические песни» (фр. 2 Lieder romantiques) на стихи Гейне, op. 20 (1919)
- «Романс без слов» (фр. Romance sans paroles), op. 21 (1919, для «Альбома Шестёрки»)
- «Шесть мадригалов» на стихи Малларме, op. 22 (1919)
- «Песни басков» (фр. Chansons basques) на стихи Жана Кокто, op. 23a (1919)
- «Весна на дне моря» (фр. Le printemps au fond de la mer) вокальная поэма для сопрано и десяти медных инструментов (на стихи Жана Кокто), op. 34 (1920)
- Три прелюдии для фортепиано, op. 26 (1920)
- «Пастораль» для симфонического оркестра, op. 27 (1920)
- «Прелюдия и элегия» для фортепиано, op. 28 (1921)
- «Два этюда» для фортепиано, op. 29 (1921)
- «Три поэмы» на стихи Поля Валери, op. 31 (1921—1923)
- «Тюремная кантата» (фр. Cantate de la prison) на стихи Аполлинера, op. 32a (1922—1923)
- «Случайность» комическая опера по Просперу Мериме, op. 34 (1923—1925)
- Десять инвенций для камерного состава (фр. 10 inventions) op. 35 (1924—1927)
- Сонатина для флейты и фортепиано, op. 25 (1925), впоследствии аранжирована для флейты и струнного оркестра (op. 103, 1965)
- «Три сонатины» для фортепиано, op. 36 (1926)
- «Три вокальных квартета» (фр. 3 quatuors vocaux) на стихи Малларме, Валери и Телада, op. 37 (1926—1927)
- «Рыбный садок» (фр. La vivier) на стихи Рене Шалю, op. 38 (1927)
- Три струнных квартета: № 1, op. 10 (1917); № 2, op. 19 (1919—1922); № 3, op. 39 (1927—1928)
- «Ноктюрн» для фортепиано, op. 40 (1928)
- «Десять инвенций» для фортепиано, op. 41a (1924—1928)
- «Посторонний», музыка к пьесе Метерлинка, op. 44, (1933)

### «Социалистический период» (1944—1974)
В 1944 году, после семи лет глухого творческого молчания, Дюрей возобновил композиторскую деятельность. В первые годы он пишет преимущественно хоровые произведения (в духе соцреализма) и делает аранжировки французских народных песен для любительских рабочих хоров. И так продолжается вплоть до 1953 года, когда он возвращается к другим музыкальным жанрам. Новое эстетическое равновесие в поздний период сказалось в доминировании мелодий и хоровых произведений с сольным инструментальным сопровождением, по стилю они достойно продолжили его более ранние вокальные сочинения (второго периода).
- Три песни на стихи Гарсия Лорки для хора и оркестра, op. 55 (1948)
- Концертная фантазия для скрипки с оркестром (1944)
- «Концертная фантазия» для симфонического оркестра, op. 53-a (1947)
- «Долгий марш» (фр. La longue marche) на стихи Мао Цзэдуна для хора и оркестра, op. 59-a (1949)
- «Мир миллионам» (фр. Paix aux hommes par millions) кантата на стихи Владимира Маяковского op. 60-a (1949)
- «Голодная забастовка» на стихи Назыма Хикмета, op. 64 (1950)
- «Поёт женщина юга» на стихи Ленгстона Хьюза (фр. Une femme du sud chante), op. 65 (1950)
- «Две поэмы Хо Ши Мина» для фортепиано и баритона, op. 69 (1951)
- «Три поэмы Поля Элюара», op. 74-a (1952—1953)
- «Шесть осенних пьес» для фортепиано
- «Песня корейских партизан», музыка к театральной пьесе Вайяна, op. 72 (1952)
- «Кантата о Бен Али» (фр. Cantate а Ben Ali) на стихи Фонтенеля для хора и оркестра, op. 73-a (1952)
- Трио-серенада памяти Белы Бартока, op. 79 (1955)
- Концертино для фортепиано и шестнадцати духовых инструментов, op. 83, (1956—1957)
- Симфония для струнного оркестра и фортепиано, op. 97 (1964)
- Октофонии (фр. Octophonies), для октета op. 106-a (1965)
- Симфониетта для струнного оркестра, op. 105 (1965—1966)
- «Дивертисмент» для гобоя, кларнета и фагота, op. 107 (1967)
- «Навязчивые мысли» для духового ансамбля, арфы и оркестра, op. 108 № 8 (1968)
- «Автопортреты» 16 пьес для фортепиано (фр. Autoportraits), op. 108-a (1967—1969)
- «Шесть поэм детей Вьетнама» (фр. 6 poémes d'enfants vietnamiens), op. 113, (1969)
- «Интерлюдия» для камерного ансамбля, op. 112 (1973)
- «Два диалога» для флейты соло, op. 114 (1974)
- «Три короткие пьесы» для гобоя соло, op. 115 (1974)
- «Поэма» для фортепиано, op. 116 (1974)